# Schefflera apiculata
Schefflera apiculata är en araliaväxtart som först beskrevs av Friedrich Anton Wilhelm Miquel, och fick sitt nu gällande namn av René Viguier. Schefflera apiculata ingår i släktet Schefflera och familjen araliaväxter. IUCN kategoriserar arten globalt som otillräckligt studerad.
Artens utbredningsområde är Moluckerna. Inga underarter finns listade.